# Nol
Nol ist eine Gewannbezeichnung mit der Bedeutung Hügel, Erhebung aus dem Mittelhochdeutschen (nol oder nël: „Spitze, Scheitel“), die heute fast nur noch in Flurkarten und Straßennamen anzutreffen ist.

## Lexikalische Beschreibung
- Das Deutsche Wörterbuch definiert das nahestehende Wort Nollen als „eine starke böschung am äuszersten ende eines hochgebirges oder desselben oberster gipfel.“[2]
- Das Schweizerische Idiotikon beschreibt Nolle[n] als „1. rundlicher Berggipfel, Fels, Bergvorsprung, häufig als Bergname 2. Dickkopf.“[3]

Östlich von Gschwend im baden-württembergischen Ostalbkreis liegt im Vorfeld der Frickenhofer Höhe beim Einzelhof Hohenohl (!) die Kuppe des Hohen Nols.
In Haunstetten erhielt 1983 eine Straße in Anlehnung an den alten Flurnamen den Namen „Auf dem Nol“.
Im Niederdeutschen findet sich Nol in zusammengesetzten geographischen Namen, wie zum Beispiel Nolbeke bei Schötmar oder der Nüllbeke beim Steinhuder Meer für eine Flur.